# Batalla de Belchite
La batalla de Belchite fue una batalla de la guerra civil española que tuvo lugar en Belchite (Zaragoza) entre el 24 de agosto y el 6 de septiembre de 1937 en el marco de la ofensiva del Ejército Popular sobre Zaragoza. La conquista de esta localidad movilizó un gran número de hombres y medios militares del Ejército Popular que habrían podido ser utilizados en el avance hacia la capital aragonesa, principal objetivo de la operación.

## Contexto: Ofensiva sobre Zaragoza
En las elecciones de febrero de 1936 el Frente Popular se hizo con la alcaldía de Belchite nombrando alcalde al socialista Mariano Castillo Carrasco. La población contaba entonces, según el censo de 1935, con 3812 habitantes. El 18 de julio de 1936 se produce el golpe de Estado contra el gobierno republicano que desata la Guerra Civil. En Belchite y su comarca  tropas sublevadas formadas por falangistas y guardia civil, van pueblo por pueblo  deponiendo a los ayuntamientos del Frente Popular y llevándose detenidos a los cargos electos de izquierdas y simpatizantes más significados, que
más tarde serían “paseados” o asesinados a las afueras. Se estima que se fusilaron a un mínimo de 325 personas en los pueblos de la comarca. En Belchite es detenido el alcalde y su familia. Mariano Castillo se suicida el 31 de julio siendo su cadáver hallado en el lugar denominado las Borderas. Su hermano y su mujer fueron ejecutados. Junto a ellos murieron políticos, maestros como el de Samper del Salz, campesinos, jornaleros y trabajadores, incluso un alcalde puesto por los sublevados, Victorián Lafoz y Benedí, alcalde de La Puebla de Albortón al oponerse al fusilamiento de los republicanos.
Belchite  estaba  bien fortificada y venía siendo desde principios de 1937 uno de los principales objetivos de las tropas republicanas en el Frente de Aragón.
Después del fracasado intento de demorar el avance de los sublevados en el Norte mediante el ataque a Brunete, el gobierno republicano presidido por Juan Negrín y con Indalecio Prieto como ministro de Defensa, decide llevar a cabo una nueva ofensiva en Aragón con el mismo objetivo que la anterior, esto es ralentizar el avance de las fuerzas rebeldes en el frente del norte. No obstante, la decisión no solo tenía razones de orden militar, sino también político, ya que el gobierno central estaba preocupado por la influencia de los anarquistas de la CNT en el Consejo Regional de Defensa de Aragón (el cual funcionaba en la práctica como un gobierno independiente) y de las columnas de milicianos de CNT y POUM en el frente de Aragón. La maniobra para destituir al cenetista Antonio Ortiz Ramírez, el jefe de la 25.ª División, que tuvo lugar el día 14 de septiembre, una vez hubieron cesado los combates en Belchite, no admite dudas. El mayor García Vivancos, de la CNT, sustituyó al aguerrido Ortiz de forma aviesa, con el beneplácito del Comité Nacional de la CNT (Marianet), que transigió frente a la maniobra comunista.[cita requerida]

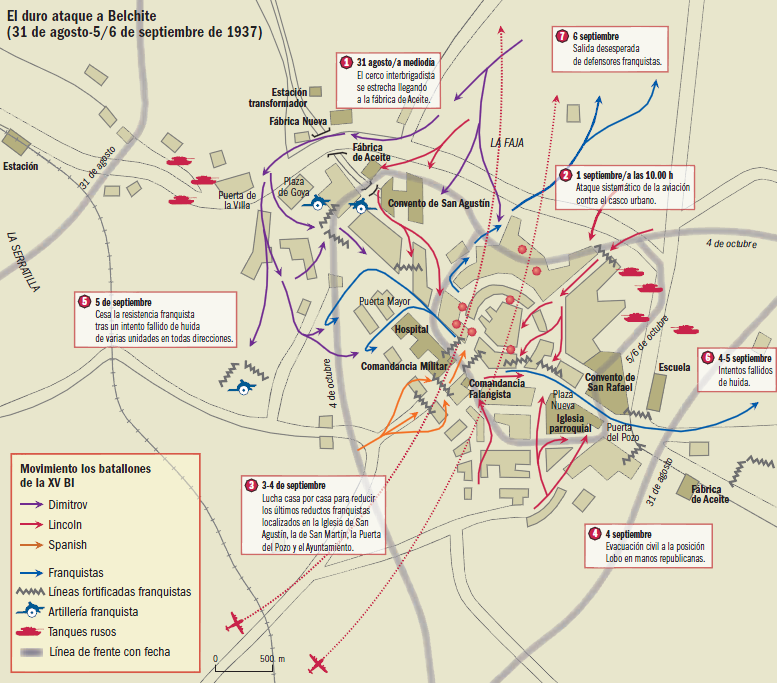
Mapa del asalto republicano a Belchite en agosto-septiembre de 1937.

El plan republicano era atacar simultáneamente por tres puntos fundamentales y cinco secundarios en dirección a Zaragoza en una franja central de 100 km entre Zuera y Belchite. El dividir las fuerzas atacantes entre siete puntos distintos tenía por objeto dificultar el contraataque de los sublevados, así como ofrecer el menor blanco posible a los ataques aéreos.
Participan 80 000 hombres del recién formado Ejército del Este y las XI y XV Brigadas Internacionales; al mando de «Walter» (Karol Swierczewski) iba la 35.ª División, que ahora incluía la XV Brigada Internacional (británicos, canadienses y estadounidenses); tres escuadrillas de la aviación republicana con Polikarpov I-16 (Mosca), Polikarpov I-15 (Chato), así como bombarderos Tupolev SB2 (Katiuska), Polikarpov R-5 y RZ (Natachas y Rasantes) unos 200 aviones en total y 105 carros T-26 soviéticos.
En los dos primeros frentes (norte y centro) solo se logró ocupar terreno vacío. En el frente sur las poblaciones de Quinto, Mediana y Codo estaban escasamente guarnecidas y cayeron en poder del ejército republicano el 26 de agosto, aunque las tropas republicanas de la 11.ª División (mandada por Enrique Líster) y de la 24.ª División gastan algunos días más en reducir los núcleos de resistencia del ejército sublevado que van quedando atrás, deteniendo el avance hacia Fuentes de Ebro.

## Combates en Belchite
Las tropas de la 45.ª División Internacional, dirigidas por Emilio Kléber, llegaron a seis kilómetros de Zaragoza y amenazaron directamente la ciudad, pero no lograron lanzar un ataque contra ella. Mientras tanto, las Divisiones 11.ª y 35.ª se tuvieron que dedicar a eliminar un foco de resistencia en la localidad de Belchite, en torno a la cual se habían concentrado varios miles (entre 3000 y 7000 según las fuentes) de combatientes sublevados dirigidos por el comandante y alcalde de la población Alfonso Trallero. Otras fuentes, sin embargo, señalan que fueron fuerzas del XII Cuerpo de Ejército las que llevaron el peso de las operaciones en el asedio de Belchite.

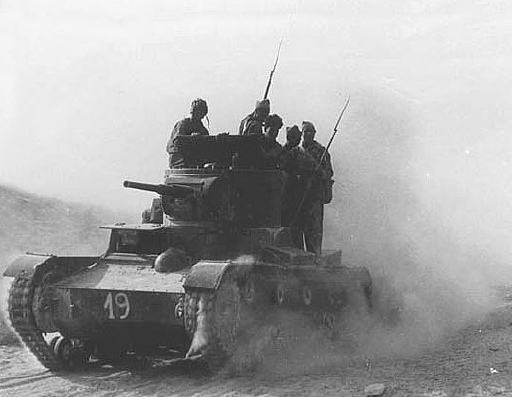
Voluntarios de las Brigadas Internacionales sobre un carro de combate T-26B durante la batalla de Belchite.

Los primeros combates en torno a Belchite ocurrieron los días 24 y 25 de agosto. Las brigadas mixtas 32.ª, 117.ª y 131.ª tomaron la estación de ferrocarril el 25 de agosto. A continuación realizaron un movimiento en forma de tenaza sobre la población de Belchite, rodeándola desde sus dos extremos. El día 26 la población quedó completamente cercada.
Parapetados en fortificaciones de hierro y cemento y disponiendo de varios nidos de ametralladoras, los sublevados aprovecharon los edificios de Belchite para instalar su dispositivo cerrado de defensa, colocando sacos de arena como barricadas en las calles de la localidad, además de carros y escombros, todo ello para retardar el avance de las fuerzas republicanas que trataban de reducir la bolsa. Las tropas sublevadas estaban bien pertrechadas para resistir un largo asedio, pero el ejército republicano no podía permitirse perder tiempo y por eso decidió asaltar la ciudad. Se sucedieron duros combates callejeros en medio del intenso calor del verano aragonés. A los sitiados se les cortó el agua y la falta de comida y suministros médicos empezó a hacerse notar a medida que la intensidad de la lucha aumentaba.
El asalto urbano le fue encomendado a la XV Brigada Internacional. El 31 de agosto los brigadistas lograron llegar a la fábrica de aceite. Al día siguiente la aviación republicana atacó sistemáticamente el casco urbano. Por su parte, la artillería republicana realizó un duro bombardeo desde sus posiciones en el Cabezo del Lobo, a cuatro kilómetros de la localidad. El 3 y el 4 de septiembre tuvieron lugar combates casa por casa en los que fueron cayendo los últimos reductos del autodenominado bando nacional. En torno a la calle Mayor tuvieron lugar los principales combates. Para el día 4 todavía existían dos núcleos de resistencia en la localidad: el Ayuntamiento, situado en la plaza nueva, y la iglesia de San Martín, en el extremo oriental de Belchite.
El día 5 la iglesia de San Martín fue tomada por las fuerzas republicanas, tras sufrir importantes bajas. Ese día el general Sebastián Pozas, comandante del Ejército del Este, visitó Belchite y tomó la decisión de retirar a las brigadas internacionales; quedaron dos brigadas mixtas españolas, la 32.ª y la 153.ª, que se encargarían de las operaciones finales. En la madrugada del día 5 al 6 los últimos defensores que resistían en el ayuntamiento intentaron la huida a la desesperada. Unos trescientos consiguieron cruzar las líneas republicanas y de ellos unos ochenta llegaron a Zaragoza. El alcalde-comandante Trallero murió en los combates, mientras manipulaba un mortero en la Plaza Nueva, así como otros vecinos de la localidad. El 6 de septiembre Belchite fue finalmente asegurada por las fuerzas republicanas. Desde el exterior los sublevados intentaron romper el cerco: desde Zaragoza las fuerzas sublevadas lanzaron una contraofensiva el 30 de agosto para socorrer Belchite, pero fue detenida por la 45.ª División de Kléber y no logró, por tanto, evitar que la localidad cayera en poder del Ejército Popular de la República.

## Consecuencias
La batalla de Belchite se saldó finalmente con la toma por los republicanos del pueblo, que quedó completamente devastado. Se estima que murieron 5000 personas en 15 días; las fuerzas republicanas hicieron 2411 prisioneros. La operación produjo un retraso en la ofensiva de Zaragoza, que dio lugar a que los rebeldes pudieran reforzar sus posiciones y el frente quedara estabilizado. La división de Emilio Kléber no pudo lanzar por sí sola un ataque decisivo contra la capital aragonesa.

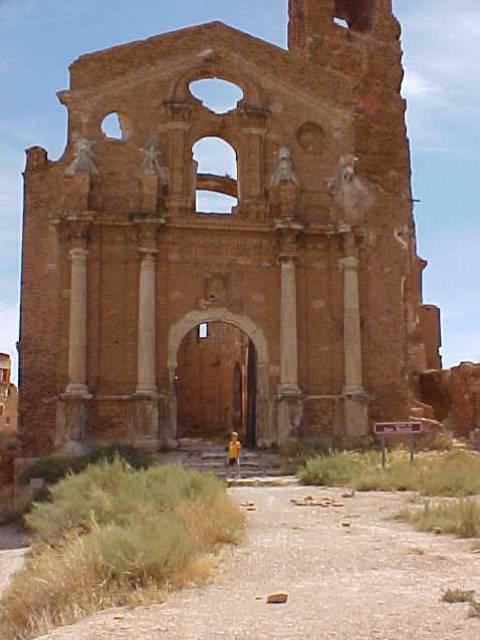
Ruinas del pueblo viejo.

Terminada la guerra, el régimen franquista decidió no reconstruir el pueblo sino crear uno nuevo al lado, hoy conocido como Belchite nuevo, utilizando prisioneros republicanos como mano de obra. Las ruinas del anterior se dejaron intactas como recuerdo de la Guerra Civil. El conjunto se conoce como Pueblo Viejo de Belchite. En la construcción del Pueblo Nuevo se realizó contando con un batallón de presos republicanos, unos 1000 hombres, que fueron alojados en un campo de concentración situado en entorno del actual silo de grano. Las familias de izquierdas del propio pueblo y familias de los presos fueron instaladas en un campo de refugiados cercano que es popularmente conocido como "Rusia".
Las víctimas de las diferentes batallas y represiones fueron enterradas, los del "bando nacional" en una fosa común que se hizo en un pozo de aceite, un trujal, próximo a la calle mayor y al edificio que se utilizó como hospital. En ese lugar se levantó un monumento conmemorativo a las mismas. Las víctimas del lado republicano no fueron enterradas, algunas de ellas, en plena ofensiva, tuvieron que ser quemadas en el plaza del pueblo, otras, en especial las fusiladas en la represión, abandonadas en cunetas y otros lugares. Según otras fuentes en "El Trujar" hay víctimas de ambos bandos, tanto civiles como militares.
Desde 2013 el Pueblo Viejo está vallado y solo se admiten las visitas guiadas. El ayuntamiento realiza visitas diurnas todos los días y nocturnas los fines de semana.

## En la ficción
La batalla de Belchite aparece en un capítulo de la novela El invierno del mundo de Ken Follett (2012) y la novela Maldita memoria de Luis Fernando Ascaso Cornago. El cómic Dr Uriel de Sento (2018) transcurre en parte durante esta batalla, contada a través de las peripecias de un médico del bando nacional.